# Urich (Missouri)
Urich è un comune degli Stati Uniti d'America, situato nello Stato del Missouri, nella contea di Henry.